# D-2-idrossiacido deidrogenasi
La D-2-idrossiacido deidrogenasi è un enzima appartenente alla classe delle ossidoreduttasi, che catalizza la seguente reazione:
(R)-lattato + accettore ⇄ piruvato + accettore ridotto
L'enzima è una flavoproteina (contiene FAD) che utilizza lo zinco come cofattore. Agisce su una varietà di  (R)-2-idrossiacidi.